# Axel Bergrahm
Axel Bergrahm, född 11 april 1992, är en svensk kortdistanslöpare. Han vann SM-guld på 400 meter inomhus år 2015. Han tävlar för Spårvägens FK.

## Karriär
Vid junior-EM i Tallinn, Estland år 2011 deltog Bergrahm på 400 meter och gick vidare från försöken men slogs sedan ut i semifinalen.
Bergrahm tävlade på 400 meter vid U23-EM 2013 i Tammerfors men slogs ut i försöken.
Vid EM i Amsterdam år 2016 sprang Bergrahm ihop med Erik Martinsson, Felix Francois och Adam Danielsson i det svenska stafettlaget som slogs ut i försöken trots säsongsbästa på 3:04,95.

## Personliga rekord
| Utomhus - 100 meter – 10,90 (Sundsvall 20 juli 2014) - 100 meter – 11,02 (Skara 6 juni 2016) - 200 meter – 22,18 (Göteborg 10 augusti 2010) - 200 meter – 21,92 (medvind) (Jönköping 17 juni 2009) - 300 meter – 35,42 (Göteborg 1 juni 2010) - 400 meter – 47,04 (Gävle 13 augusti 2011) - 800 meter – 1:55,58 (Sävedalen 12 juli 2010) | Inomhus - 60 meter - 6,97 (Göteborg 4 december 2010 - 200 meter – 22,62 (Göteborg 6 februari 2010 - 400 meter – 48,56 (Sätra 31 januari 2015) |

### Fotnoter
1. ↑  ”Karensövergångar 2012”. friidrott.se. 16 oktober 2012. Arkiverad från originalet den 30 september 2018. https://web.archive.org/web/20180930193255/http://www.friidrott.se/forbundsinfo/overgangar/karens12.aspx. Läst 9 februari 2017.
2. ↑  ”Stora SM 2011, dag 3” (htm). trackandfield.se. http://www.trackandfield.se/resultat/2011/110813.htm. Läst 17 april 2013.
3. ↑  ”Stora SM 2012, dag 2”. swedishtiming.se. Arkiverad från originalet den 30 augusti 2012. https://web.archive.org/web/20120830084623/http://www.swedishtiming.se/resultat/120825.htm. Läst 16 april 2013.
4. ↑  ”Stora SM 2014, dag 2” (htm). trackandfield.se. http://www.trackandfield.se/resultat/2014/140802.htm. Läst 21 oktober 2014.
5. ↑  ”Stafett-SM 2012”. trackandfield.se. http://www.trackandfield.se/resultat/2012/120908_09.htm. Läst 17 april 2013.
6. ↑  ”Stafett-SM 2013”. huddinge-friidrott.org. Arkiverad från originalet den 4 mars 2016. https://web.archive.org/web/20160304222253/http://www.huddinge-friidrott.org/tavlingar/13/stafettsm/resultat.htm. Läst 29 maj 2013.
7. ↑  ”Stafett-SM 2014” (pdf). idrottonline.se. Arkiverad från originalet den 2 april 2015. https://web.archive.org/web/20150402184643/http://www3.idrottonline.se/ImageVaultFiles/id_595198/cf_69694/resultat2014-05-27_2.PDF. Läst 25 mars 2015.
8. ↑  ”Stora inne-SM 2013, resultat”. trackandfield.se. http://www.trackandfield.se/Resultat/2013/130215.htm. Läst 18 februari 2013.
9. 1 2 3 4 5 6 7 8 9 10  ”Personsida på IAAF:s webbplats” (på engelska). iaaf.org. https://www.iaaf.org/athletes/sweden/axel-bergrahm-267238. Läst 23 oktober 2018.
10. ↑  ”European Athletics U20 Championships - Tallinn 2011” (på engelska). european-athletics.org. http://www.european-athletics.org/competitions/european-athletics-u20-championships/history/year=2011/results/index.html. Läst 10 november 2017.
11. ↑  ”European Athletics U23 Championships - Tampere 2013” (på engelska). european-athletics.org. http://www.european-athletics.org/competitions/european-athletics-u23-championships/history/year=2013/results/index.html#. Läst 17 oktober 2017.
12. ↑  ”European Athletics Championships - Amsterdam 2016” (på engelska). european-athletics.org. http://www.european-athletics.org/competitions/european-athletics-championships/history/year=2016/results/index.html. Läst 9 februari 2017.
13. ↑  Hedman, Jonas (9 juli 2016). ”Bästa svenska tiden på 11 år”. friidrott.se. Arkiverad från originalet den 11 februari 2017. https://web.archive.org/web/20170211080920/http://www.friidrott.se/nyheter.aspx?id=19760. Läst 9 februari 2017.
14. 1 2 3 4  ”Personsida på European Athletics' webbplats” (på engelska). european-athletics.org. http://www.european-athletics.org/athletes/group=b/athlete=149781-bergrahm-axel/index.html. Läst 23 oktober 2018.